# 후쿠오카성

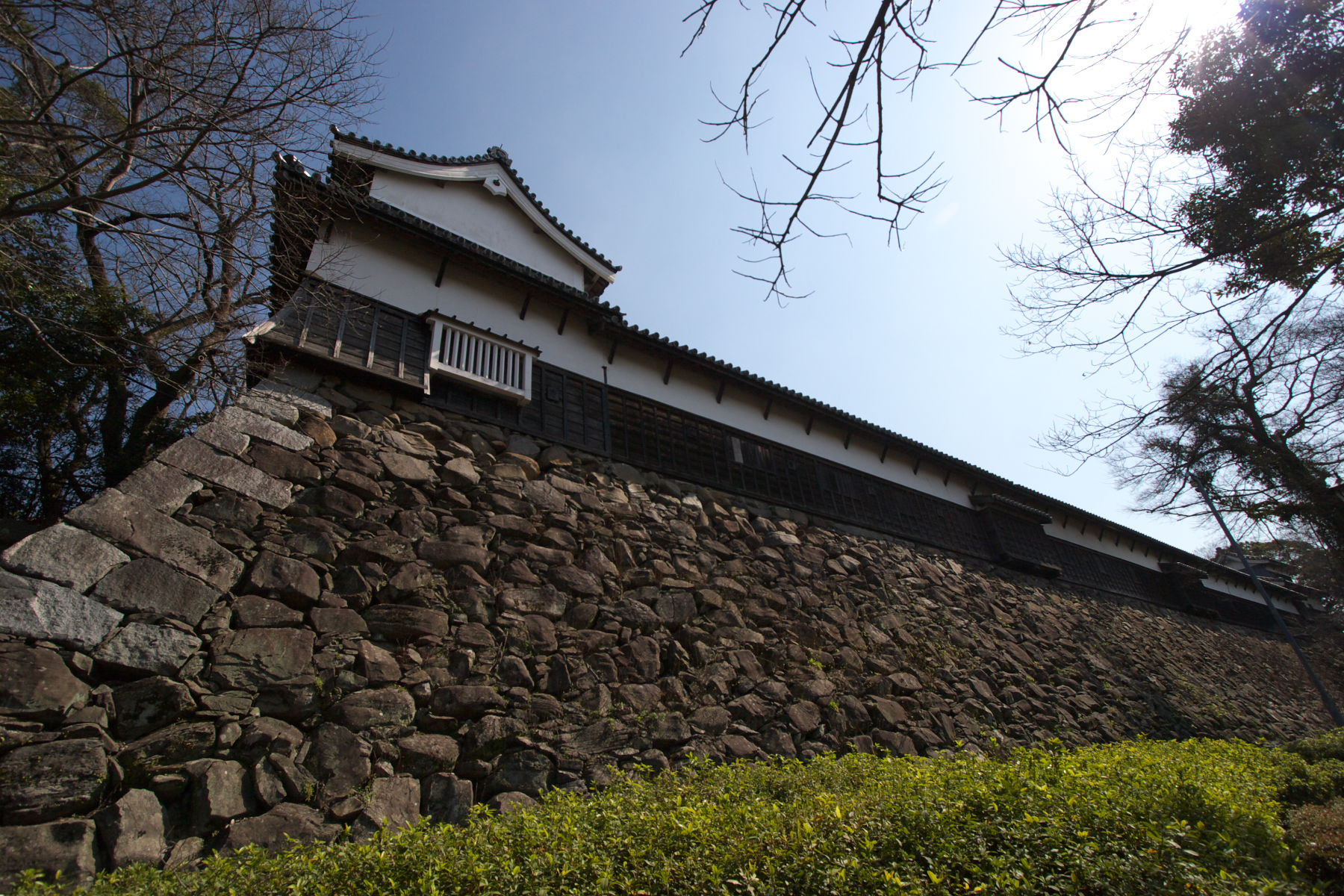
미나미노마루 다몬 망루

후쿠오카성(일본어: 福岡城 후쿠오카조[*])은 후쿠오카현 후쿠오카시 주오구에 있는 제곽식 평산성이다. 다른 이름으로는 마이즈루성(舞鶴城) 혹은 세키성(石城)이다. 에도 시대 초기에 완성되었으며, 도자마 다이묘인 구로다 가문의 거성이다. 국가 사적으로 지정되었다.

## 개요
후쿠오카 성은 후쿠오카 시 중심부에 위치한 평산성이다. 현재 성터의 대부분은 마이즈루 공원으로 정비되었으며, 헤이와다이 육상경기장 등의 스포츠 시설이 있다. 일찍이 세이부 라이온즈, 후쿠오카 다이에 호크스의 홈구장으로 사용된 헤이와다이 야구장도 있었다. 또, 후쿠오카 고등재판소, 후쿠오카시 미술관 등 공공시설도 있다. 공원내에는 문과 망루가 남아 있으며, 다몬 망루와 연결된 니노마루 미나미스미 망루는 중요문화재로 지정되었다. 시오미 망루, 오테 문, 고키넨 망루, 모리 도모노부 저택의 나가야 문이 후쿠오카 현 문화재로, 나지마 문이 후쿠오카 시 문화재로 각각 지정되었다. 또, 다몬 망루에 연결된 니노마루 기타스미 망루가 복원되어 있다.
1987년 (쇼와 62년) 헤이안 시대의 외교시설인 고로칸의 유구(遺構)가 성터에서 발견되어, 예부터 이 지역이 지리적 요충지임을 알 수 있다.

## 역사
아즈치모모야마 시대 ~ 에도 시대
구로다 요시타카, 나가마사 부자는 세키가하라 전투의 공적으로 부젠국 나카쓰 16만석에서 지쿠젠국 일국 52.3만석에 이봉되어 나지마성에 입성하였다. 이로써 후쿠오카번이 성립되었다. 나지마성은 다치바나 아키토시가 축성한 것을 고바야카와 다카카게가 증축한 것이다. 그러나, 번의 크기에 비해 거성으로써나 성의 성하 마을은 작았고, 현재 후쿠오카 성이 있는 지역인 후쿠사키 구릉지를 축성장소로 선정했다.
1601년 축성을 개시하였다. 구로다 요시타카는 축성의 명수였고, 성을 설계한 노구치 가즈나리 역시 석벽쌓기에 일가견이 있는 인물이었다. 7년이 지난 1607년 성은 완성되었다. 면적은 47평방미터로 규슈에서 가장 넓다. 축성의 명수였던 이웃 구마모토번주 가토 기요마사도 이 성을 절찬했었다. 특히 노구치 가즈나리의 지휘로 쌓아진 석벽이 뛰어났기 때문에 별칭으로 세키 성(石城: 돌 성)이라고도 불렸다.
성과 성하 마을은 구로다 가문의 옛 터전이었던 비젠국 후쿠오카 (현재 오카야마현 세토우치시 오사후네정 후쿠오카)의 지명을 채택해 후쿠사키(福崎)를 후쿠오카(福岡)로 개명하였다. 덧붙여 나카강을 사이에 두고 동쪽에 있는 항만도시는 하카타였다.
에도 시기 몇번의 수리와 개축이 있었지고, 특히 막말인 1848년 ~ 1854년, 1860년에 대수리가 이루어졌다.
메이지 시대 이후
- 1871년 (메이지 4년) 폐번치현으로 폐성되었고, 그 후 많은 건조물이 해체 혹은 이축되었다.
- 1920년 (다이쇼 9년) 고키넨 망루(祈念櫓)가 기타큐슈시 야하타히가시구의 다이쇼지(大正寺)의 관음당(観音堂)에 이축되었다. 1983년 (쇼와 58년) 다시 원위치로 이축되었다.
- 1957년 (쇼와 32년) 8월 29일 후쿠오카 성터는 국가 사적으로 지정되었다.
- 1971년 다몬 망루, 니시노마루 미나미스미 망루가 국가 중요문화재로 지정되었다. 단 중요문화재 지정명칭은 《후쿠오카 성 미나미노마루 다몬 망루 1동(福岡城南丸多聞櫓 1棟)》으로 다몬 망루와 미나미스미 망루를 하나의 건물로 보았다. 또, 1952년에 시오미 망루(潮見櫓)가, 1957년에는 고키넨 망루가, 1961년에는 오테 문, 옛 모리 도모노부 저택의 나가야 문이 각각 후쿠오카 현 문화재로 지정되었다.
- 2000년 (헤세 12년) 방화로 추정되는 불로 오테 문의 일부가 소실되었다. 그 후 후쿠오카 시에 의해 오테 문의 복원이 진행되었고, 2007년 9월 28일에는 조토시키(上棟式)[1]을 했으며, 2008년 가을무렵 문 주변을 정비함으로써 공사를 마칠 예정이다.
- 2006년 4월 6일 일본 100 명성에 선정되었다.

## 구조
후쿠사키 구릉지에 성을 축성했으며, 혼마루를 둘러싸도록 니노마루를 배치하였다. 그 주위에 산노마루를 둔 제곽식 평산성이다. 동쪽으로는 나카강을 천연의 해자로 삼았고, 서쪽의 갯벌도 해자로 이용하였다. 현재 갯벌은 시민들의 휴식처인 오호리 공원으로 정비되어 있다. 성하마을은 성의 북쪽인 바닷가쪽에 두었다.

### 천수의 존재

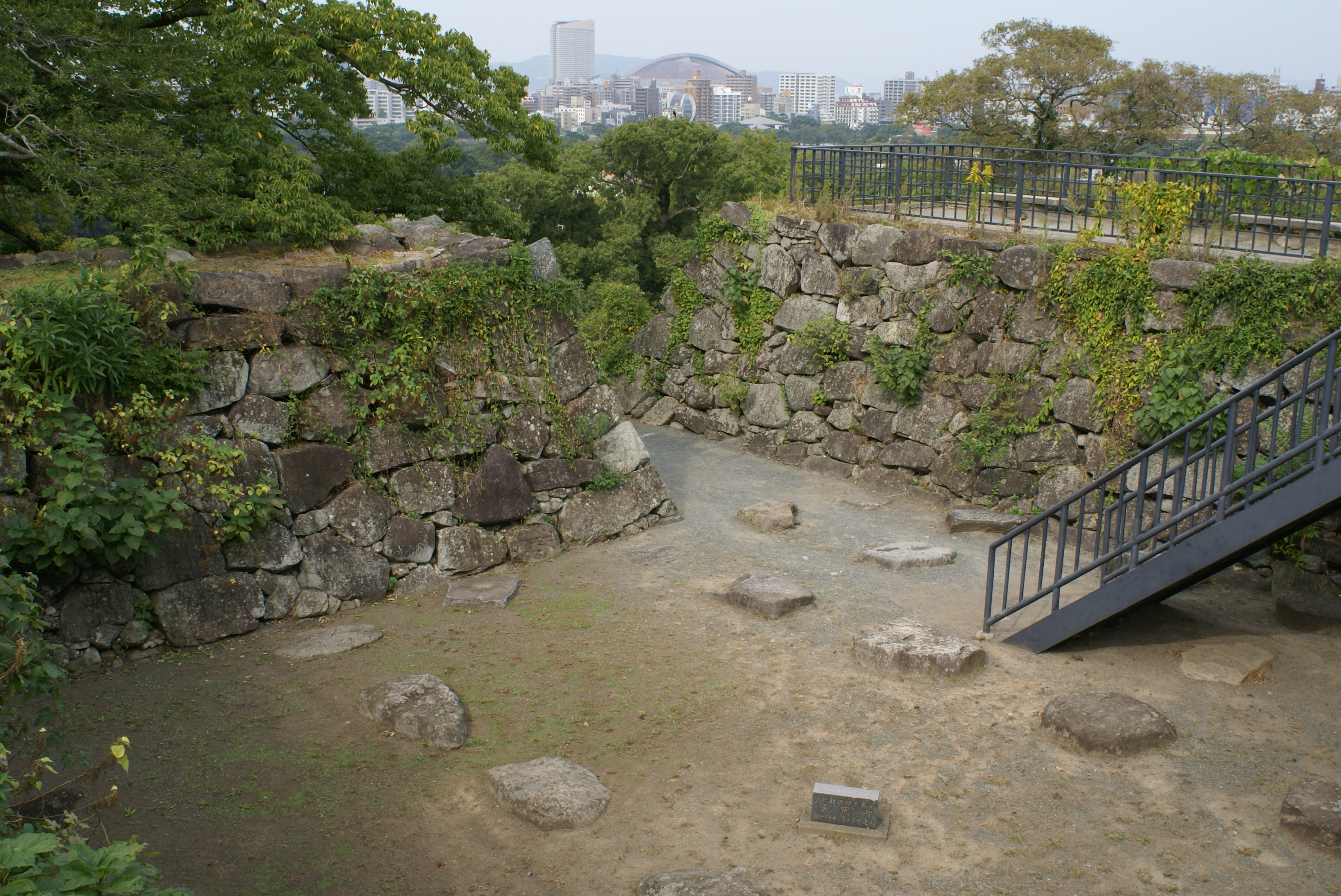
천수대의 초석

종래 통설에서는 1646년에 그려진 그림 《福博惣絵図》에는 천수가 그려지지 않았기 때문에, 막부를 염려해 천수를 건립하지 않았다고 보아왔다.
근년에는 1620년 부젠 고쿠라번주였던 호소카와 다다오키가 삼남 다다토시 앞으로 보낸 편지에 구로다 나가마사가 막부를 배려해 천수를 해체했다고 적고있다. 이점을 볼때 천수가 존재했을 가능성이 있다. 천수의 해체를 언급한 당시에는 도쿠가와 막부의 오사카성 축성으로 여러 다이묘가 축성에 참가하였고, 이때 후쿠오카 성의 천수가 해체되어 부재로 쓰여 막부로부터 구로다 가문이 막부의 신임을 얻었다는 설이 부상하고 있다.
후쿠오카성과 고로칸의 정비와 활용을 취지로 한 NPO법인 《고로칸・후쿠오카 성터 역사・관광・시민모임(鴻臚館・福岡城跡歴史･観光･市民の会)》에서는 석벽과 초석을 토대로 5층 천수의 상상도면을 제작하고, 목조 건물로 재건을 추진하는 운동을 전개하였다. 가까운 미래에는 천수를 비롯, 고로칸을 포함한 후쿠오카성 전체와 오호리 공원의 전반적인 정비를 구상하고 있다. 단, 후쿠오카 시에서는 역사자료 부족을 들어 천수의 복원은 곤란하다는 견해를 후쿠오카 시의회에 표명하였다.

## 같이 보기
- 고로칸